# Czworokąt Saccheriego

Czworokąty Saccheri. Hipotezy kąta (od góry): prostego, rozwartego i ostrego.

Czworokąt Saccheriego – czworokąt {\displaystyle ABCD} o dwóch kątach prostych przy podstawie {\displaystyle AB,} w którym boki {\displaystyle AD} i {\displaystyle BC} mają równe długości.
Z symetrii czworokąta względem prostopadłej {\displaystyle EF} do boku {\displaystyle AB} w jego środku {\displaystyle E} wynika, że kąty przy wierzchołkach {\displaystyle C} i {\displaystyle D} są równe. Kąty te nazywamy kątami przy górnej podstawie czworokąta Saccheriego. Jeśli prawdziwy jest pewnik Euklidesa, to kąty te są proste, a czworokąt {\displaystyle ABCD} jest prostokątem. Saccheri wykazał, że:
Jeśli w jakimkolwiek czworokącie Saccheriego kąty przy górnej podstawie są proste, to prawdziwy jest aksjomat Euklidesa.
Aby dowieść aksjomatu Euklidesa Saccheri formułuje trzy hipotezy:
1. Kąty przy górnej podstawie czworokąta Saccheriego są rozwarte (hipoteza kąta rozwartego).
2. Kąty przy górnej podstawie czworokąta Saccheriego są proste (hipoteza kąta prostego).
3. Kąty przy górnej podstawie czworokąta Saccheriego są ostre (hipoteza kąta ostrego).

Pewnik Euklidesa jest równoważny hipotezie kąta prostego. Saccheri udowodnił, że hipoteza kąta rozwartego prowadzi do sprzeczności i starał się odkryć sprzeczność w hipotezie kąta ostrego. W tym celu wykazał, że z hipotezy tej wynika, że dla dwóch dowolnych prostych nieprzecinających się albo istnieje dokładnie jedna prostopadła do obu tych prostych, po obu stronach której proste te są rozbieżne (odległości między ich punktami nieograniczenie rosną), albo takiej prostopadłej nie ma i proste te w jednym kierunku są asymptotycznie zbieżne, a w drugim nieograniczenie rozbieżne.

## Historia
Czworokąty Saccheriego były rozpatrywane po raz pierwszy przez Omara Chajjama (1048–1131) w późnych latach XI wieku w I tomie Wyjaśnienie trudności w postulacie Euklidesa. W odróżnieniu od wielu innych komentatorów Euklidesa (włączając w to kurs Saccheri), Chajjam nie usiłował udowodnić bezpośrednio aksjomatu Euklidesa, lecz zamierzał zastąpić go zasadą zaczerpniętą u Arystotelesa:
Dwie zbieżne proste przecinają się i niemożliwe jest, aby dwie proste zbieżne były rozbieżne w kierunku zbieżności.
Chajjam rozpatrzył hipotezy kąta prostego, rozwartego i ostrego kątów górnych czworokąta.
Po 600 latach Giordano Vitale dokonał postępu w książce Euclide restituo (1680, 1686), gdzie użył tego czworokąta do wykazania, że jeśli trzy punkty są równo odległe od podstawy dolnej {\displaystyle AB} i górnej {\displaystyle CD,} to {\displaystyle AB} i {\displaystyle CD} są wszędzie równo odległe.
Saccheri, bazując na tym długim, heroicznym i ciągnącym się dowodzie postulatu równoległych, używając czworokąta, udowodnił wiele twierdzeń i własności.

## Własności czworokąta Saccheriego

Ilustracja dowodu faktu, że górna podstawa czworokąta Saccheriego jest większa lub równa podstawie dolnej. Wykorzystywana jest tutaj nierówność trójkąta

- Górna podstawa czworokąta Saccheriego {\displaystyle ABCD} jest nie mniejsza od podstawy dolnej[6].

Przy pomocy kolejnych symetrii osiowych można skonstruować ciąg czworokątów Saccheriego {\displaystyle A_{n}B_{n}B_{n+1}A_{n+1},} taki że {\displaystyle A_{0}=A,\ B_{0}=B,\ A_{1}=D,\ B_{1}=C,} i dla każdej liczby naturalnej {\displaystyle n>0} odcinek {\displaystyle A_{n+1}B_{n+1}} jest symetryczny do odcinka {\displaystyle A_{n-1}B_{n-1}} względem prostej {\displaystyle A_{n}B_{n}.} Wtedy wierzchołki należące do podstaw dolnych tych czworokątów są współliniowe i wszystkie mają długość {\displaystyle BC,} a wierzchołki podstaw górnych nie muszą być współliniowe, ale wszystkie podstawy górne mają długość {\displaystyle AD.} Ponieważ z nierówności trójkąta wynika, że długość odcinka {\displaystyle BB_{n}} jest mniejsza od długości łamanej {\displaystyle BAA_{1}\dots A_{n}B_{n},} więc
dla każdego {\displaystyle n\in \mathbb {N} } zachodzi nierówność {\displaystyle nBC\leqslant nAD+2AB.}
Po podzieleniu obu stron tej nierówności przez {\displaystyle n} i przejściu do granicy przy {\displaystyle n\to \infty }
{\displaystyle BC\leqslant AD.}
- W czworokącie Saccheriego kąty przy górnej podstawie są proste lub ostre i są równe[7].
- Linia środkowa czworokąta Saccheriego jest prostopadła do obu podstaw i łączy środki obu podstaw.
- Jeżeli dwa czworokąty Saccheriego {\displaystyle ABCD} i {\displaystyle A_{1}B_{1}C_{1}D_{1}} mają równe podstawy {\displaystyle AB=A_{1}B_{1}} i równe boki {\displaystyle BC=B_{1}C_{1},} to mają one również równe górne podstawy {\displaystyle CD=C_{1}D_{1}.}
- Jeżeli dwa czworokąty Saccheriego {\displaystyle ABCD} i {\displaystyle A_{1}B_{1}C_{1}D_{1}} mają równe podstawy górne {\displaystyle CD=C_{1}D_{1}} oraz kąty przy górnych podstawach, to czworokąty te są przystające[8].
- Proste zawierające podstawy czworokąta Saccheriego są rozbieżne. Wynika to z faktu, że linia środkowa czworokąta Saccheriego jest do obu podstaw prostopadła.